# Ночь (песня, 1984)
«Ночь» (инципит «Любит? не любит? Я руки ломаю…», также встречается название «Неоко́нченное») — песня композитора Давида Тухманова 1984 года на фрагменты предсмертного стихотворения Владимира Маяковского (1930, начато в 1928), написанная Тухмановым для начала сольной карьеры Николая Носкова. Показанная в СССР единственный раз по телевидению в передаче «Музыкальный киоск», песня была запрещена после разгромной статьи Сергея Образцова в газете «Советская культура». Спустя 28 лет, в 2012 году, «Ночь» была перезаписана Носковым на сольном альбоме «Без названия».

## История
Музыка Давида Тухманова

Слова Владимира Маяковского

Любит? не любит? Я руки ломаю

и пальцы 

 	     разбрасываю разломавши

так рвут загадав и пускают 

 	                       по маю

венчики встречных ромашек

море уходит вспять

море уходит спать

Как говорится инцидент исперчен

любовная лодка разбилась о быт

Я с жизнью в расчете

И не к чему перечень

взаимных болей бед и обид

Уж час второй должно быть ты легла

В ночи Млечпуть серебряной Окою

Я не спешу и молниями телеграмм

Мне незачем тебя будить и беспокоить

море уходит вспять

море уходит спать

Как говорится инцидент исперчен

любовная лодка разбилась о быт

Я с жизнью в расчете

И не к чему перечень

взаимных болей бед и обид

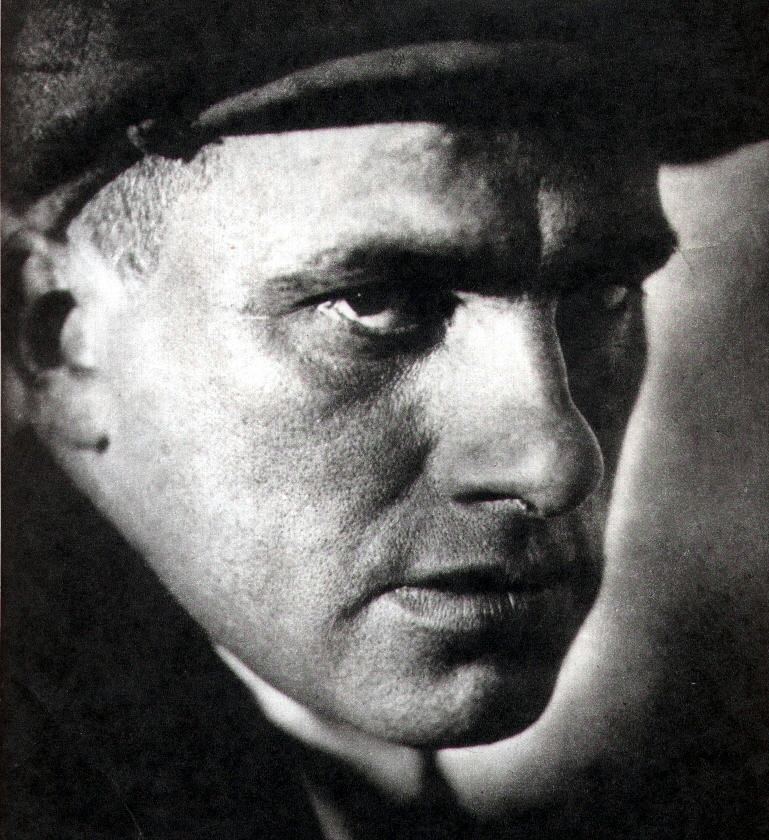
Владимир Маяковский
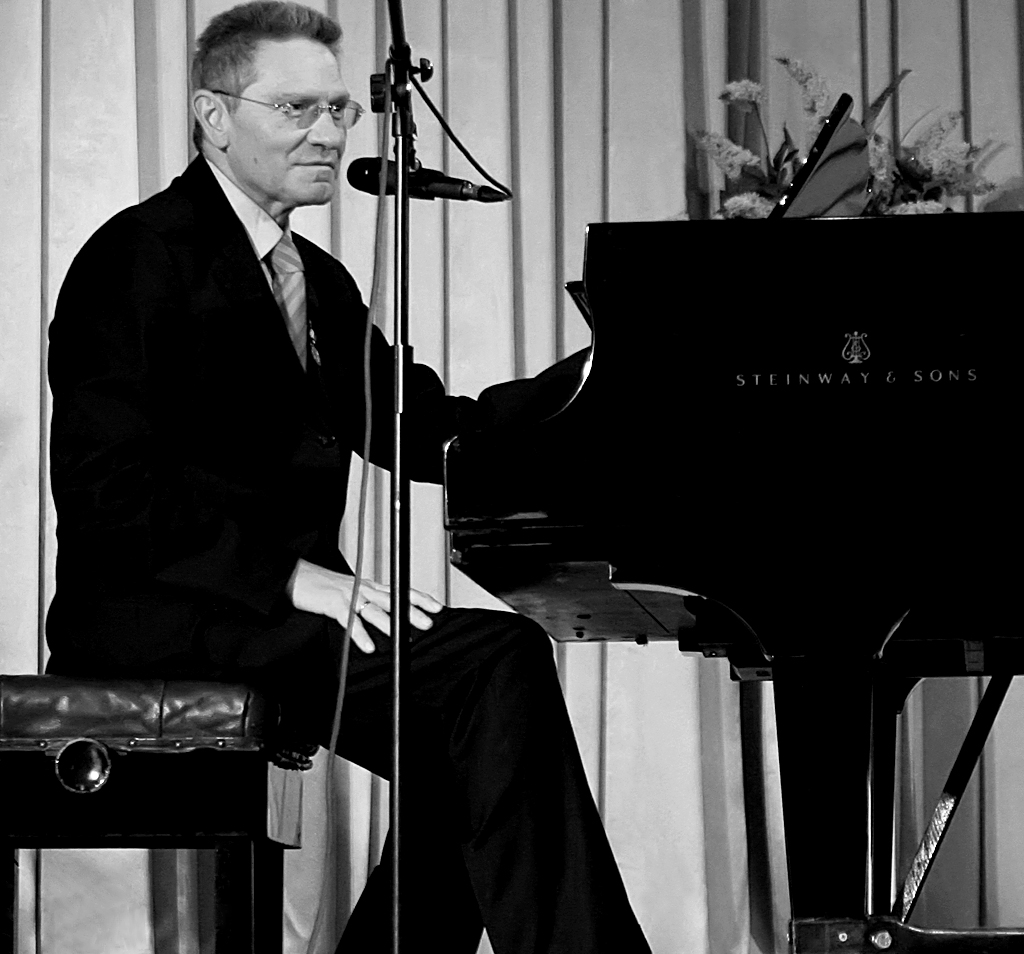
Давид Тухманов
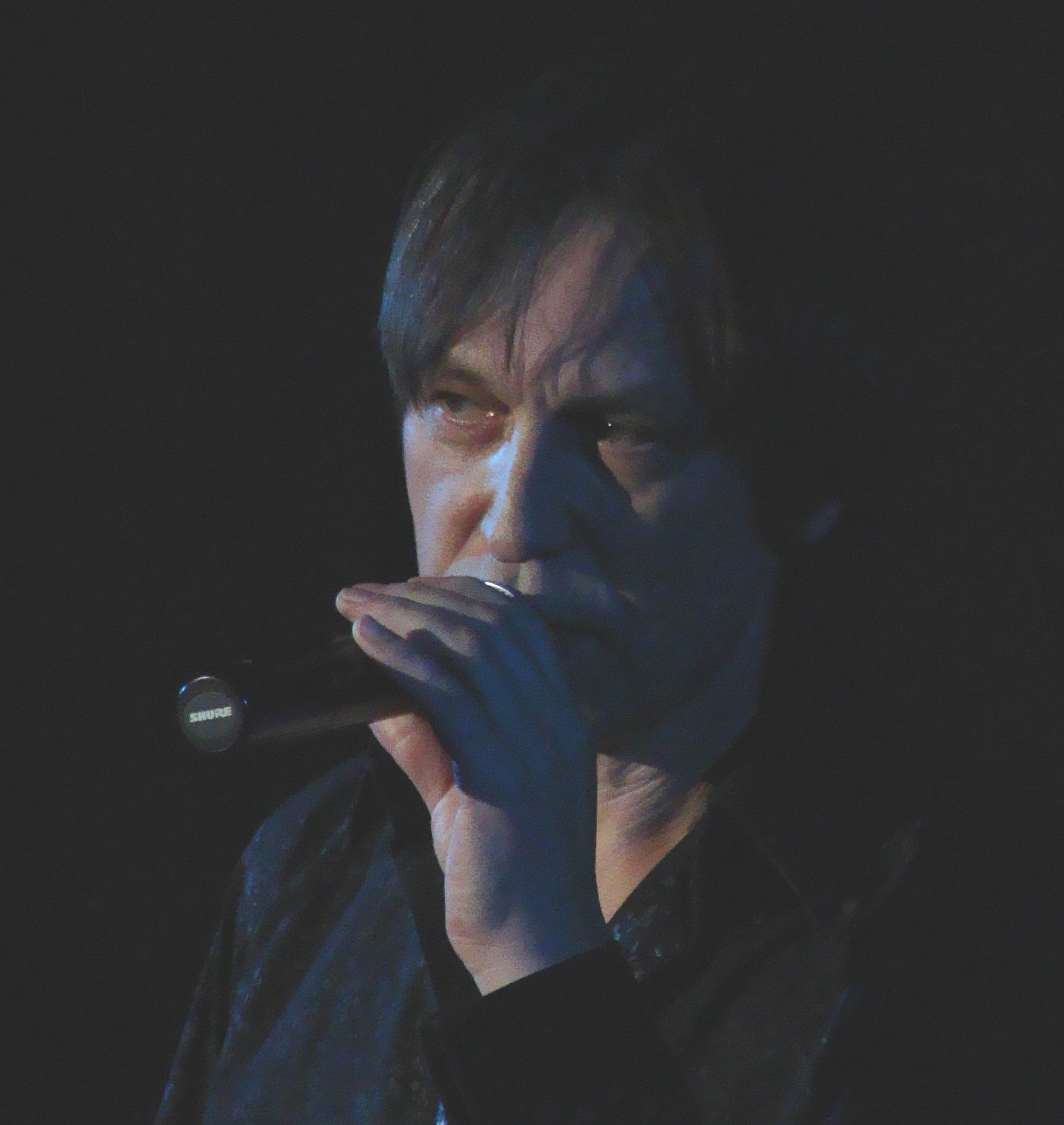
Николай Носков

После неудачи в конце 1982 года первого и последнего альбома «НЛО» созданной им группы «Москва» Давид Тухманов продолжал по инерции формально руководить группой, но не занимался организацией её концертов и не предлагал ей новых песен. К началу 1984 года Тухманов, уставший от постоянных запретов группы и необходимости их преодолевать, полностью снял с себя и без того эфемерные обязанности продюсера и руководителя группы, и она фактически распалась. Ключевому музыканту, солисту «Москвы» Николаю Носкову, под которого Тухманов писал почти все песни группы, и который в это время уже начал работать в ансамбле «Поющие сердца», он предложил начать сольную карьеру и с этой целью написал первую песню «Ночь» — на фрагменты предсмертного неоконченного безымянного стихотворения Владимира Маяковского 1930 года (начато в 1928).

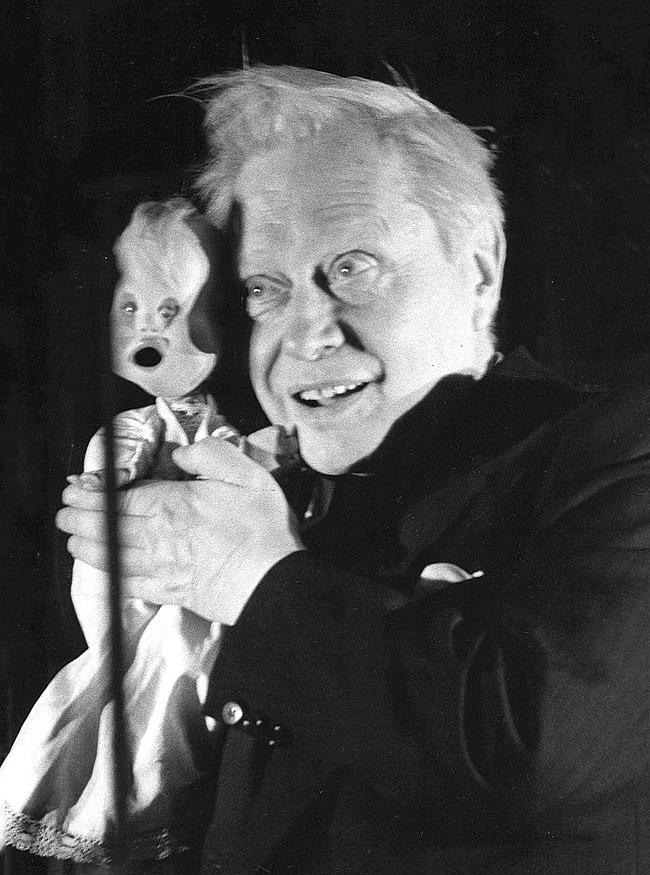
Сергей Образцов

В 1984 году песня была записана в тухмановской студии и показана в телепередаче «Музыкальный киоск». Передачу увидел один из крупных официально признанных театральных деятелей СССР — кукольник Сергей Образцов, написавший разгромную статью на песню в газете «Советская культура». В заключение своей статьи Образцов написал: «Я надеюсь, что больше эта песня звучать не будет», после чего «Ночь» была полностью запрещена. Тухманов спустя почти тридцать лет вспоминал об этом: «В газете появилась заметка, в которой было написано: как это можно — взять такие святые стихи и сделать из них эстрадную песенку?». До Носкова, с которым никто по этому поводу даже не связывался, дошли отголоски этого запрета: «Тухманов сказал, что начальству не нравится мой тембр голоса». Для Николая Носкова запрет песни стал знаковым; запретили не только песню, но и его самого:
Мне казалось, что если такой композитор как Тухманов сделает песню на стихи Маяковского, то, возможно, это не привлечёт внимание советской цензуры. Но я ошибся, песня стала запрещённой, как и тот, кто её исполнил…
Во время перестройки и после распада СССР запрет на песню отпал сам собой, но Николай Носков, занятый сначала в группе «Парк Горького», а затем собственными песнями в рамках сольной карьеры, исполнял «Ночь» редко. Позже песня вернулась в его репертуар, а в 2012 году, спустя 28 лет после появления песни, Носков впервые записал её на своём сольном альбоме «Без названия». В 2013 году «Ночь» была исполнена Николаем Носковым в телепрограмме «Достояние республики», полностью посвящённой песням Давида Тухманова, в числе одиннадцати тухмановских песен.

## Текст

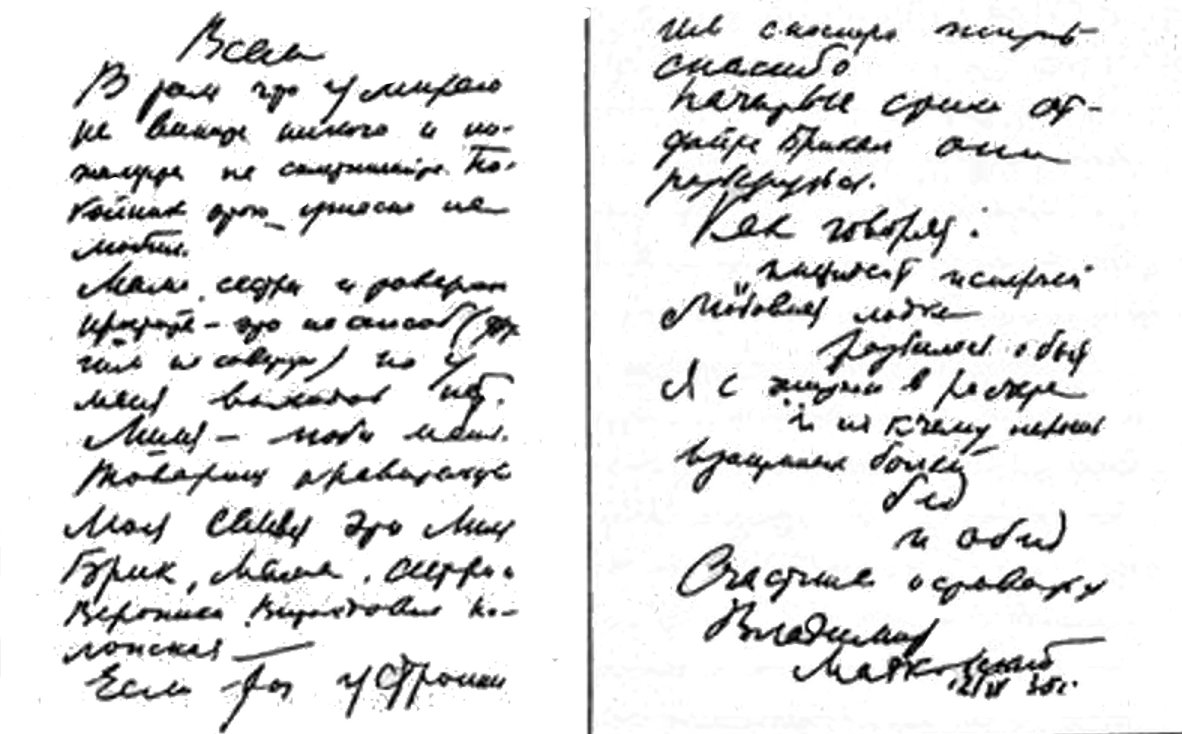
Предсмертная записка Маяковского с включёнными строками последнего стихотворения

Из пяти строф стихотворения Владимира Маяковского, которое в его первом полном собрании сочинений (1955—1961) условно называется «Неоконченное», Давид Тухманов оставил для песни начальную часть первой строфы (первый куплет: «Любит? не любит?..»), начальную часть четвёртой строфы (второй куплет: «Уж час второй должно быть ты легла…») и полностью третью строфу (припев: «море уходит вспять…»). Для большей понятности строка «Уже второй должно быть ты легла…» была им изменена на «Уж час второй должно быть ты легла…», а строка «Как говорят инцидент исперчен…» для большей «гладкости» была изменена на «Как говорится инцидент исперчен…» В ранней исполнительской версии песни Николай Носков пел строку «Я с жизнью в расчёте…» в варианте из предсмертной записки, но позже вернулся к варианту из записной книжки: «С тобой мы в расчёте…» Легко заметить, что в песенном варианте текста Тухманов отказался от бытовых подробностей («пускай седины обнаруживает стрижка и бритье…») и глобальных обобщений Маяковского («в такие вот часы встаешь и говоришь / векам истории и мирозданию…», «Я знаю силу слов я знаю слов набат…» и т. п.) — предпочтя им тонкую интимную лирику стихотворения, включая строки, перенесённые Маяковским в предсмертную записку:

Как говорят инцидент исперчен

любовная лодка разбилась о быт

Я с жизнью в расчете

И не к чему перечень

взаимных болей бед и обид

## Участники записи 2012 года (альбом «Без названия»)
- Александр Рамус — акустическая гитара
- Николай Суровцев — клавишные
- Оли Руби — барабаны (De-Phazz)
- Бернд Уиндиш — гитара (De-Phazz)
- Квартет «Магнетик фэнтези»: Эльвира Сабанова, Анастасия Чаплинская, Михаил Щербак, Марк Фридман
- Саунд-продюсер: Studio 17 (Германия)
- Звукорежиссёр: Владимир Овчинников (студия «Мосфильм», Россия)
- Мастеринг: студия WISSELOORD, Голландия — Дарси Пропер; студия Studio 17, Германия — Хорст Шнебель

## Комментарии
1. ↑  По условному названию стихотворения в первом полном собрании сочинений (1955—1961) Владимира Маяковского.

## Видео
- Николай Носков с песней «Ночь» в телепрограмме «Достояние республики». Официальный канал Николая Носкова на YouTube (6 октября 2013). Дата обращения: 21 декабря 2015. Архивировано 17 марта 2016 года. (видео)